# 魯德卡 (柳別希夫區)
51°43′3″N 25°30′13″E / 51.71750°N 25.50361°E
魯德卡（烏克蘭語：Рудка），是烏克蘭的村落，位於該國西部沃倫州，由卡明-卡希尔斯基区負責管轄，面積0.95平方公里，海拔高度148米，2001年人口425，人口密度每平方公里447.37人。